# Euclidische ruimte

Ieder punt in de driedimensionale euclidische ruimte wordt door drie coördinaten bepaald

In de meetkunde, een deelgebied van de wiskunde, is de euclidische ruimte het euclidische vlak en de driedimensionale ruimte binnen de euclidische meetkunde, alsmede de generalisaties van deze begrippen naar hogere dimensies. Het 'euclidisch' wordt toegevoegd om deze ruimten te onderscheiden van ruimten waarin afstanden en hoeken geen betekenis hebben, en van de gekromde ruimten uit de niet-euclidische meetkunde en de ruimtetijd uit Einsteins algemene relativiteitstheorie.
In de klassieke Griekse meetkunde werden het euclidische vlak en de euclidische driedimensionale ruimte met behulp van bepaalde postulaten gedefinieerd. De andere eigenschappen van deze ruimtes werden daar vervolgens als stellingen uit afgeleid. Het is in de moderne wiskunde gebruikelijker om de euclidische ruimte met behulp van cartesiaanse coördinaten en de ideeën van de analytische meetkunde te definiëren. Deze aanpak maakt het mogelijk bij het beantwoorden van meetkundige vragen gebruik te maken van de instrumenten uit de algebra en de analyse. Tevens heeft deze werkwijze als voordeel dat het niet moeilijk is om euclidische ruimten uit te breiden naar meer dan drie dimensies.

## Geschiedenis
Euclidisch verwijst naar de ruimte die in de Elementen van Euclides door de postulaten van Euclides wordt beschreven. Het definieert de euclidische meetkunde en daarmee ook de euclidische ruimte. Tot in de 19de eeuw werd vanzelfsprekend aangenomen dat de euclidische ruimte de ruimte beschrijft, waarin alle waarneembare fenomenen zich afspelen. De toevoeging euclidisch werd nodig, nadat in de wiskunde ruimere concepten werden geïntroduceerd, bijvoorbeeld de hyperbolische ruimte, de riemann-variëteiten en het in het kader van de relativiteitstheorie nodig bleek om voor de beschrijving van de ruimte in de natuurkunde andere ruimtebegrippen te gebruiken, zoals de minkowski-ruimte en de lorentz-variëteit.

## Definitie
Een euclidische vectorruimte is een eindigdimensionale reële vectorruimte met inwendig product {\displaystyle \langle u,v\rangle }. Bij dit inwendig product hoort op natuurlijke wijze de norm
{\displaystyle \|u\|={\sqrt {\langle u,u\rangle }}}
waarmee de ruimte een genormeerde vectorruimte is, en een metrische ruimte,
en een hoekbegrip op basis van
{\displaystyle \langle u,v\rangle =\|u\|\|v\|\cos \theta }
Daarmee zijn ook de begrippen orthonormaal en orthonormale basis gedefinieerd. Bij zo'n basis geldt {\displaystyle \langle u,v\rangle =\sum _{i=1}^{n}u_{i}v_{i}}, de definitie van het standaardinproduct. De ruimte is isomorf met de reële coördinatenruimte {\displaystyle \mathbb {R} ^{n}} met de euclidische metriek en het standaardinproduct. De {\displaystyle n}-dimensionale euclidische ruimte {\displaystyle \mathbb {E} ^{n}} is een affiene metrische ruimte die na keuze van een oorsprong een euclidische vectorruimte vormt. Er is een andere definitie mogelijk zonder daarbij voor een oorsprong te kiezen. De {\displaystyle n}-dimensionale euclidische ruimte {\displaystyle \mathbb {E} ^{n}} is een verzameling punten waarop een {\displaystyle n}-dimensionale euclidische vectorruimte, de ruimte van translaties, werkt. Deze groepswerking maakt de verzameling punten een affiene metrische ruimte.
Deze ruimte kan worden geconstrueerd door als verzameling punten de verzameling elementen van de euclidische vectorruimte te nemen, buiten beschouwing latend welk element de nulvector is, en als groepswerking inderdaad de translaties daarvan. De affiene ruimte is dan isomorf met {\displaystyle (\mathbb {R} ^{n},\mathbb {R} ^{n},{\overrightarrow {}})}, waarbij de eerste {\displaystyle \mathbb {R} ^{n}} de verzameling is en de tweede de vectorruimte.
Een euclidische ruimte is dus niet noodzakelijk een vectorruimte, maar wel een metrische ruimte. De cosinus van de hoek tussen twee lijnstukken {\displaystyle AB} en {\displaystyle AC} is het standaardinproduct van de translaties van {\displaystyle A} naar {\displaystyle B} en van {\displaystyle A} naar {\displaystyle C}, gedeeld door het product van de afstanden van {\displaystyle A} naar {\displaystyle B} en van {\displaystyle A} naar {\displaystyle C}.
Als over een euclidische vectorruimte een uitspraak wordt gedaan waarvoor een basis nodig is, wordt er tenzij anders vermeld van uitgegaan dat er een orthonormale basis is gekozen. In een context waarin het onderscheid met een euclidische vectorruimte van belang is wordt ook een ruimte ook een affiene euclidische ruimte genoemd.
De eendimensionale euclidische vectorruimte {\displaystyle \mathbb {E} }, de reële lijn, is de verzameling {\displaystyle \mathbb {R} ^{n}} met optelling, de vermenivuldiging en het standaardinproduct.
De eendimensionale euclidische ruimte {\displaystyle \mathbb {E} }, de euclidische lijn, kan worden geconstrueerd door bijvoorbeeld een horizontale lijn te nemen en deze structuur te geven met de translaties naar rechts over een reëel getal, in dit voorbeeld een positief getal. Met de scalaire vermenigvuldiging van de translaties worden de verhoudingen van alle afstanden vastgelegd. Hoe groter het getal {\displaystyle \|u\|} is voor een gegeven {\displaystyle u}, hoe kleiner de basisvector is ten opzichte van {\displaystyle u}, dus hoe groter de coördinaat van elk punt en elke vector. Het bepaalt de schaling van de metriek. In de natuurkunde geldt dat grote numerieke waarden van afstanden kunnen komen door een kleine lengte-eenheid of door werkelijk grote afstanden, maar in de wiskunde is dat onderscheid er niet bij een op zichzelf staande ruimte. Verder is het standaardinproduct van minder belang, het definieert hoeken van 0° en 180° die anders toch wel kunnen worden onderscheiden. Het resultaat is een versie van de reële lijn, te onderscheiden van een versie met alleen ordening als structuur. 
De tweedimensionale euclidische ruimte {\displaystyle \mathbb {E} ^{2}} is het euclidische vlak, dat na keuze van een orthonormale basis en een oorsprong isomorf is met het cartesiaanse vlak.

## Intuïtief overzicht
Een manier om het euclidische vlak te overdenken is als een verzameling van punten die aan bepaalde relaties voldoen. Deze relaties zijn uit te drukken in termen van afstanden en hoeken. Er zijn bijvoorbeeld twee fundamentele operaties op het vlak. Een daarvan is translatie, wat een verschuiving over het vlak betekent, zodat elk punt in dezelfde richting en met dezelfde afstand wordt verschoven. De andere is rotatie over een vast punt in het vlak, waarin elk punt in het vlak met dezelfde hoek over dat vaste punt draait. Een van de grondbeginselen van de euclidische meetkunde is dat twee figuren, twee deelverzamelingen van het vlak congruent worden genoemd als de ene figuur in de andere kan worden getransformeerd door een bepaalde opeenvolging van translaties, rotaties en spiegelingen. Die bewerkingen samen vormen de euclidische groep.
In de loop van de tijd werd de meetkunde van Euclides, dus ook het ruimtebegrip op verschillende manier gepresenteerd:
- Zonder een oorsprong:
  - axiomatisch door David Hilbert met zijn axiomasysteem van de euclidische meetkunde
- zonder het begrip oorsprong voor de ruimte zelf, maar gedefinieerd met behulp van een ruimte met oorsprong:
  - als euclidische puntruimte, een affiene ruimte waarvan de ruimte van translaties isomorf is met een euclidische vectorruimte
- Met een oorsprong:
  - als euclidische vectorruimte, een vectorruimte met inwendig product
  - als coördinatenruimte in de {\displaystyle \mathbb {R} ^{3}} met het standaardinproduct.

Deze zienswijzen op het ruimtebegrip zijn op zich gelijkwaardig. Als men over een euclidische ruimte spreekt, kan het, afhankelijk van de context, over elk van deze vier begrippen gaan, maar ook om een euclidische ruimte met nog meer dimensies gaan, met vier of meer dimensies. De tweedimensionale euclidische ruimte noemt men ook wel het het euclidische vlak.
De euclidische ruimte onderscheidt zich van de affiene ruimte doordat men in de euclidische ruimte een betekenis toekent aan de begrippen lengte en hoek, waardoor men deze kan meten en hierdoor met afbeeldingen kan werken, waarin 'gemeten' lengten en hoeken voorkomen. Een euclidische ruimte kan gezien worden als een affiene ruimte, waarin een begrip afstand bepaald wordt door de euclidische afstand. Een euclidische ruimte is een bijzonder geval van een metrische ruimte.
Het parallellenpostulaat geldt in tegenstelling tot in de hyperbolische ruimte wel in de euclidische meetkunde.

### Voorbeelden
- Een voorbeeld van een affiene ruimte is een diagram waarin bijvoorbeeld de plaats {\displaystyle s} tegen de tijd {\displaystyle t} is uitgezet. Een afstand tussen twee punten bestaat dan niet, evenmin als een hoek. De schalen van de twee assen zijn namelijk willekeurig, zodat een verandering van de schaal alle beweringen over afstanden of hoeken zinloos maakt.
- Een voorbeeld van een euclidische ruimte is een diagram waarin de hoogte {\displaystyle y} is uitgezet tegen de breedte {\displaystyle x,} beide op dezelfde schaal. Hier kunnen wel zinvolle uitspraken en stellingen worden geformuleerd over afstand, hoeken en wat dies meer zij.
- De bekendste euclidische ruimte is de driedimensionale ruimte met het gewone afstandsbegrip, de euclidische afstand. Wiskundig is die ruimte ook te beschrijven als een vectorruimte met het afstandsbegrip bepaald door het inproduct van vectoren.
- Dit opent de mogelijkheid om het begrip uit te breiden: ook een vectorruimte met meer dan drie dimensies en een ander inproduct van vectoren geldt als euclidische ruimte. Het is dan mogelijk om algemene stellingen over euclidische ruimten toe te passen op dergelijke gegeneraliseerde euclidische ruimten. Het is ook mogelijk om een zekere meetkundige intuïtie te gebruiken om te redeneren over euclidische ruimten die eigenlijk helemaal niet lijken op de gewone meetkundige driedimensionale euclidische ruimte.

## Reële coördinatenruimte
Laat {\displaystyle \mathbb {R} } het lichaam (Ned) of veld (Be) van de reële getallen aanduiden. Voor alle niet-negatieve gehele getallen {\displaystyle n} vormt de ruimte van alle {\displaystyle n}-tupels van reële getallen een {\displaystyle n}-dimensionale vectorruimte over {\displaystyle \mathbb {R} }, die met {\displaystyle \mathbb {R} ^{n}} wordt aangeduid, en ook wel de reële coördinatenruimte wordt genoemd. Een element van {\displaystyle \mathbb {R} ^{n}} wordt geschreven als
{\displaystyle x=(x_{1},x_{2},\ldots ,x_{n})},
waarin iedere {\displaystyle x_{i}} een reëel getal is dat kental van {\displaystyle x} wordt genoemd. De vectorruimte-operaties op {\displaystyle \mathbb {R} ^{n}} worden gedefinieerd door
{\displaystyle (x_{1},x_{2},\ldots ,x_{n})+(y_{1},y_{2},\ldots ,y_{n})=(x_{1}+y_{1},x_{2}+y_{2},\ldots ,x_{n}+y_{n})}
en
{\displaystyle a\,(x_{1},x_{2},\ldots ,x_{n})=(ax_{1},ax_{2},\ldots ,ax_{n})}
De standaardbasis van de vectorruimte {\displaystyle \mathbb {R} ^{n}} bestaat uit de eenheidsvectoren:
{\displaystyle e_{1}=(1,0,0,\ldots ,0,0)}
{\displaystyle e_{2}=(0,1,0,\ldots ,0,0)}
{\displaystyle \vdots }
{\displaystyle e_{n}=(0,0,0,\ldots ,0,1)}
Een vector in {\displaystyle \mathbb {R} ^{n}} kan in de vorm van een lineaire combinatie worden geschreven van de vectoren uit de standaardbasis, met als coëfficiënten de bijbehorende kentallen:
{\displaystyle x=\sum _{i=1}^{n}x_{i}e_{i}}
De kentallen zijn dus ook de coördinaten van {\displaystyle x} ten opzichte van de standaardbasis. Elk van de vectoren {\displaystyle x_{i}e_{i}} heet een component van de vector {\displaystyle x} in de ontbinding met betrekking tot de standaardbasis.
De ruimte {\displaystyle \mathbb {R} ^{n}} is het prototypische voorbeeld van een reële {\displaystyle n}-dimensionale vectorruimte. In feite is elke reële {\displaystyle n}-dimensionale vectorruimte {\displaystyle V} isomorf met {\displaystyle \mathbb {R} ^{n}}. Dit isomorfisme is echter niet kanoniek. Een keuze van isomorfisme is equivalent met een keuze van basis voor {\displaystyle V}, door naar het beeld van de standaardbasis voor {\displaystyle \mathbb {R} ^{n}} in {\displaystyle V} te kijken. De reden voor het werken met willekeurige vectorruimten in plaats van {\displaystyle \mathbb {R} ^{n}} is dat het vaak de voorkeur verdient om op een coördinaten-vrije manier te werken, dus zonder een voorkeursbasis te kiezen.

## Euclidische structuur
Een euclidische ruimte is meer dan alleen een reële coördinatenruimte. Voor de toepassing van de euclidische meetkunde moet men in staat zijn om over afstanden tussen punten en de hoeken tussen lijnen of vectoren te kunnen bepalen. De natuurlijke manier om deze grootheden te berekenen is door van het standaard inwendig product op {\displaystyle \mathbb {R} ^{n}} gebruik te maken. Het inwendig product van twee vectoren {\displaystyle x} en {\displaystyle y} wordt gedefinieerd als
{\displaystyle x\cdot y=\sum _{i=1}^{n}x_{i}y_{i}=x_{1}y_{1}+x_{2}y_{2}+\ldots +x_{n}y_{n}}
Het resultaat is altijd een reëel getal. Verder is het inwendig product van {\displaystyle x} met zichzelf altijd niet-negatief. Dit product maakt het mogelijk de lengte van een vector {\displaystyle x} te definiëren als
{\displaystyle \|x\|={\sqrt {x\cdot x}}={\sqrt {\sum _{i=1}^{n}(x_{i})^{2}}}}
Deze definitie van lengte voldoet aan de vereiste eigenschappen van een norm en wordt de euclidische norm op {\displaystyle \mathbb {R} ^{n}} genoemd.
De (niet-reflexieve) hoek {\displaystyle \theta }, met {\displaystyle 0^{\circ }\leq \theta \leq 180^{\circ }} tussen {\displaystyle x} en {\displaystyle y} wordt dan gegeven door
{\displaystyle \theta =\cos ^{-1}\left({\frac {x\cdot y}{\|x\|\|y\|}}\right)}
waarin {\displaystyle \cos ^{-1}} de arccosinus-functie is.
Ten slotte kan men van de norm gebruikmaken om een afstand op {\displaystyle \mathbb {R} ^{n}} te definiëren door
{\displaystyle d(x,y)=\|x-y\|={\sqrt {\sum _{i=1}^{n}(x_{i}-y_{i})^{2}}}}
Deze definitie van afstand wordt de euclidische metriek genoemd en kan als een vorm van de stelling van Pythagoras worden gezien. Hiermee staan alle coördinaatassen loodrecht op elkaar en is de schaal op allemaal gelijk.
Een reële coördinatenruimte wordt een euclidische ruimte genoemd en wordt vaak aangeduid met {\displaystyle \mathbb {E} ^{n}}. Veel auteurs verwijzen naar {\displaystyle \mathbb {R} ^{n}} zelf als de euclidische ruimte, waar de euclidische structuur impliciet wordt gelaten. De euclidische structuur maakt {\displaystyle \mathbb {E} ^{n}} een inwendig-productruimte, in feite een hilbertruimte, een genormeerde vectorruimte en een metrische ruimte.
Rotaties van de euclidische ruimte worden dan gedefinieerd als oriëntatie-bewarende lineaire transformaties {\displaystyle T} die hoeken en lengtes onveranderd laten:
{\displaystyle Tx\cdot Ty=x\cdot y}
{\displaystyle \|Tx\|=\|x\|}
Rotaties worden door orthonormale matrices beschreven.

## Gewone of euclidische topologie
Aangezien de euclidische ruimte een metrische ruimte is, is het ook een topologische ruimte, waar de natuurlijke topologie geïnduceerd wordt door de metriek. De metrische topologie op {\displaystyle \mathbb {E} ^{n}} wordt de gewone of euclidische topologie genoemd. Een verzameling is dan en slechts dan open in de euclidische topologie als zij een open bal rond elk van haar punten bevat. De euclidische topologie blijkt gelijkwaardig te zijn aan de producttopologie op {\displaystyle \mathbb {R} ^{n}}, beschouwd als een product van {\displaystyle n} exemplaren van de reële lijn {\displaystyle \mathbb {R} }, met haar standaardtopologie.
Een belangrijk, verre van oppervlakkig resultaat over de topologie van {\displaystyle \mathbb {R} ^{n}}, is Brouwers domeininvariantie-resultaat. Enige deelverzameling van {\displaystyle \mathbb {R} ^{n}} (met haar deelruimtetopologie), die homeomorf is met een andere open deelverzameling van {\displaystyle \mathbb {R} ^{n}} is zelf ook een open verzameling. Een direct gevolg hiervan is dat {\displaystyle \mathbb {R} ^{m}} niet homeomorf is met {\displaystyle \mathbb {R} ^{n}} als {\displaystyle m\neq n;} een intuïtief "duidelijk" resultaat dat niettemin zeer moeilijk te bewijzen is.

### Euclidische ruimten in de differentiaaltopologie
Euclidische ruimten staan model voor variëteiten: een variëteit is namelijk lokaal homeomorf met een {\displaystyle \mathbb {R} ^{n}}. Door hun differentieerbare structuur zijn differentieerbare variëteiten lokaal diffeomorf aan {\displaystyle \mathbb {R} ^{n}}. In het bijzonder is de euclidische ruimte zelf ook een differentieerbare variëteit. Voor alle dimensies met uitzondering van dimensie vier is een aan {\displaystyle \mathbb {R} ^{n}} homeomorfe differentieerbare variëteit ook diffeomorf aan {\displaystyle \mathbb {R} ^{n}}. De bestaande uitzonderingen in vier dimensies worden exotische 4-ruimten genoemd.

## Generalisaties
In de moderne wiskunde vormen euclidische ruimten de prototypes voor andere, meer gecompliceerde meetkundige objecten. Een gladde variëteit is bijvoorbeeld een Hausdorff topologische ruimte, die lokaal diffeomorf is met de euclidische ruimte. Diffeomorfismen bewaren geen afstanden en hoeken, zodat deze sleutelbegrippen van de euclidische meetkunde in een gladde variëteit verloren gaan. Als men echter in aanvulling hierop een "glad" variërend inwendig product op de raakruimten van de variëteit voorschrijft, dan is het resultaat wat men een riemann-variëteit noemt. Anders gezegd is een riemann-variëteit een ruimte, die wordt geconstrueerd door het vervormen en samenstellen van euclidische ruimten. In een dergelijke ruimte hebben de noties van afstand en hoek betekenis, maar zij gedragen zich op een gekromde, niet-euclidische wijze. De eenvoudigste Riemann-variëteit, die bestaat uit {\displaystyle \mathbb {R} ^{n}} met een constant inwendig product, is in essentie identiek aan de euclidische {\displaystyle n}-ruimte zelf.
Indien men een euclidische ruimte verandert, zodat haar inwendig product in een of meer richtingen negatief wordt, dan wordt het resultaat een pseudo-euclidische ruimte genoemd. Gladde variëteiten, die uit dergelijke ruimten zijn opgebouwd, worden pseudo-riemann-variëteiten genoemd. Misschien wel hun meest bekende toepassing is de relativiteitstheorie, waar lege ruimtetijd, die geen materie bevat, door de vlakke pseudo-euclidische ruimte wordt weergegeven, die men ook wel de minkowski-ruimte noemt. Ruimtetijden die wel materie bevatten, vormen andere pseudo-riemann-variëteiten, waarin de zwaartekracht correspondeert met de kromming van een dergelijke variëteit.
Ons relativistisch universum is niet euclidisch. Dit wordt belangrijk in de theoretische overwegingen binnen de astronomie en de kosmologie, en ook in een aantal praktische problemen, zoals global positioning en vliegtuignavigatie. Niettemin kan een euclidisch model van het universum nog steeds met voldoende nauwkeurigheid worden ingezet bij de oplossing van tal van andere praktische problemen.

### Toepassingen
Toepassingen liggen bijvoorbeeld in de signaalanalyse en de communicatietechniek. Een punt of vector is daar dan een tijdssignaal, dus een functie {\displaystyle v(t)}. Het afstandsbegrip wordt gedefinieerd door een inproduct met een integraal. Het is dan zinvol om over signalen te spreken die loodrecht op elkaar staan en over hun onderlinge afstand.